# Dixie Carter
Dixie Virginia Carter, född 25 maj 1939 i McLemoresville, Carroll County, Tennessee, död 10 april 2010 i Houston, Texas, var en amerikansk skådespelare inom film, TV, teater och musikal. Carter debuterade på scen 1960 och på Broadway 1974. Hennes genombrott i TV kom med humorserien Designing Women (1986–1993). En av Carters sista roller var Gloria Hodge i TV-serien Desperate Housewives, en insats för vilken hon nominerades till en Emmy Award.

## Teater

### Roller
| År   | Roll       | Produktion                      | Regi        | Teater                                    |
| ---- | ---------- | ------------------------------- | ----------- | ----------------------------------------- |
| 1983 | Liz Conlon | Buried Inside Extra Thomas Babe | Joseph Papp | Joseph Papp Public Theater, New York, USA |